# Gaál Zsuzsanna
Gaál Zsuzsanna magyar manöken, modell, fotómodell, üzletasszony.

## Élete
A 70-es, 80-as évek manökenje. 
Részt vett divatbemutatókon – OKISZ Labor, Magyar Divat Intézet, Módi divatáru Vállalat, ORI, Magyar Hirdető – és fotózásokon egyaránt.
Magyarországon kívül a Szovjetunióban és Csehszlovákiaban, valamint – később – az Egyesült Arab Emírségekben is dolgozott modellként.
Rendszeresen jelentek meg fotói címlapokon az Ez a Divat, az Évszakok Magazin, Nők Lapja, Ország-világ, és egyéb kiadványokban.
1984-ben a külkereskedelemben dolgozó férjével, és első házasságából született kisfiával, Nagy Ádám Dániel (1977) kitelepült Abu Dhabiba, és itt megszületett kislánya, Sarlós Bernadett 1985-ben. Az Emirátusokban töltött öt év alatt számos divatbemutatón és fotózáson vett részt Abu-Dzabiban, Dubajban is.
1989-ben hazatelepült a család, és Zsuzsanna továbbra is a divat világában maradva, butikokat nyitott Budapest belvárosában – Áris Simeoni Üzletház, Labirintus Üzletház, Terra Center.
Kicsit később ezeket az üzleteket bezárva, egy helyre koncentrálta az erőit, ez pedig a Pataki Ági által létrehozott, majd később Ágitól átvett Bagatell volt a Váci utcában. 1995-től működik a Bagatell, olasz női ruhákat, cipőket, táskákat forgalmazva.
Napjainkban is előfordul, hogy részt vesz fotózáson, népszerűsítve a Bagatell kollekcióját: pld. Elle Magazin,  Nők Lapja, valamint divatbemutatókon: pld. a Vámos Magda által 2003-ban megálmodott és megvalósított  Magyar Divat Szövetség által szervezett eseményeken.

## Fotósai voltak
Többek közt: Módos Gábor, Novotta Ferenc, Rezes-Molnár Eszter, Alapfy László, Ács Irén, Bacsó Béla, Bara István, Kanyó Béla,  Rózsavölgyi Gyöngyi, Lengyel Miklós, Fábry Péter István, Farkas Tamás és Fenyő János fotóművészek.